# IS05
IS05（あいえす ぜろご）は、シャープによって日本国内向けに開発された、auブランドを展開するKDDIおよび沖縄セルラー電話のISシリーズの一つで、CDMA 1X WIN対応ストレート型スマートフォンである。製造型番はSHI05（えすえいちあい ぜろご）。メーカー型番はAS32（えーえすさんに）。

## 概要
OSにはAndroid 2.2が当初から搭載される。ただし、2.2の標準機能であるテザリングには非対応である。
機能面はIS03とほぼ同じである。IS03より向上している点としては、小型スリム化、CPUチップセットの変更(QSD8650 1GHz → MSM8655 1GHz)に伴うグラフィック機能のパフォーマンス改善および省電力化、バッテリー容量の増加（1020mAh → 1230mAh）、インカメラの追加、表示色数の増加（約6.5万色 → 約26万色）、microHDMI搭載、DLNA対応。IS03から低下している点としては、メモリ液晶、画面サイズと解像度（3.5インチ 960×640 → 3.4インチ 854×480）、カメラ性能（最大957万画素 CCD → 最大800万画素 CMOS）。なお、当初はCPUをMSM7630 800MHzとする予定だったが、MSM8655 1GHzに変更された。
イヤホン端子は標準的な3.5mmである。
シャープ製のau向けの端末としては、最後の1xEV-DO Rev.A対応端末となった。

## 歴史
- 2010年（平成22年）10月18日 - KDDI、およびシャープより公式発表。
- 2011年（平成23年）3月10日 - 北陸、中部地区にて発売開始。
- 2011年3月11日 - 上記以外の残りの地区にて発売開始。
- 2011年10月20日 - Android 2.3.4へのアップデート提供開始。
- 2012年（平成24年）1月 - 中部・沖縄地区にて販売終了。
- 2012年3月 - 北海道・東北・関東・北陸・四国・九州地区にて販売終了。
- 2012年7月22日 - L800MHz（旧800MHz帯・CDMA Band-Class 3）帯によるサービスの停波によりそれ以降はN800MHz（新800MHz帯・CDMA Band-Class 0）帯および2GHz（CDMA Band-Class 6）帯の各サービスで利用する事となる。

## プリインストールアプリ
- Skype | au
- jibe
- Foursquare
- ジョルテ カレンダー
- Twitter for Android
- mixiSH
- きせかえtouch
- 太鼓の達人+
- ニュースと天気
- Gガイド番組表
- YouTube
- Documents To Go
- 撮る家計簿 Photoマネー
- 方位計
- 歩数計
- 辞書
- HDMI

## 主な機能・サービス
※PC向けWebブラウザが標準装備されている。Android 2.2の対応により、Flashコンテンツもフル表示可能。携帯向けサイト(EZWeb)は他のスマートフォンやPCと同じく閲覧不可。
| 主な機能・対応サービス                                                  | 主な機能・対応サービス                           | 主な機能・対応サービス              | 主な機能・対応サービス        |
| ----------------------------------------------------------------------- | ------------------------------------------------ | ----------------------------------- | ----------------------------- |
| Webブラウザ                                                             | LISMO! for Android メディアプレイヤー LISMO WAVE | おサイフケータイ                    | ワンセグ                      |
| au one メール PCメール Gmail EZwebメール                                | デコレーションメール デコレーションアニメ        | Skype au                            | PCドキュメント                |
| au Smart Sports Run & Walk Karada Manager ゴルフ(web版) Fitness、歩数計 | GPS 方位計                                       | au oneナビウォーク au one助手席ナビ | au one ニュースEX au one GREE |
| じぶん銀行                                                              | 緊急地震速報                                     | Bluetooth                           | 無線LAN機能 (Wi-Fi)           |
| 赤外線通信 (IrSimple)                                                   | WIN HIGH SPEED                                   | グローバルパスポート(CDMA)          | auフェムトセル                |
| microSD microSDHC                                                       | モーションセンサー(6軸)                          | 防水                                | 簡易留守録 着信拒否設定       |

- 安心セキュリティパックは、ウイルスバスターモバイル for auのみ対応
- カメラ (メイン：約805万画素CMOS、サブ：約43万画素CMOS、シャッターボタン、HDムービー撮影(720p))
- ベールビュー (覗き見防止フィルタのON/OFF)
- FMトランスミッター搭載。設定した周波数に車およびラジカセ、ミニコンポ等の家庭用オーディオシステムなどに搭載されているFMチューナーの周波数を合わせるだけで、端末に保存した音楽を車のスピーカーおよびラジカセ、ミニコンポ等の家庭用オーディオシステムで流せる。ワンセグ用のアンテナを伸ばすと感度が上がる。（SIMカード未挿入では使用できない。）
- 家庭用レコーダーからの番組持ち出し可能。USB経由または直接SDカードへ転送。レコーダーによって転送できる放送の種類等は異なるが、AQUOS以外の他社レコーダーからでも持ち出せる。
- HDMI出力 (microHDMI端子)
- DLNAサーバー 1.5 (Image:JPEG / Audio:MP3,LPCM)

## Android OS 2.2→2.3.4へバージョンアップ
- Android OS 2.2から2.3.4へバージョンアップにより、以下の機能が追加・搭載された。

「省エネ設定」－「おやすみ省エネ」で就寝中に不要な機能を無効とし、省エネ効果がより高まった。
「アプリケーション設定」－「電池使用量」でより詳細な電池使用状況が確認可能。
「アプリケーション設定」－「アプリケーションの管理」でアプリのメモリ使用量が表示可能。
ダウンロードしたアプリを管理する「ダウンロード｣アプリが追加。
SIPベースのインターネット通話に対応。
「トーク」がビデオチャット、ボイスチャットに対応。
ロック解除画面のデザインを変更。
Eメール作成画面から「速デコ」を呼び出せるようになった。
メール送信時に送信日時を指定できる送信予約機能を追加。
撮影した静止画などを多彩なエフェクトで楽しめる「スライドショー」に対応。
「画面設定」－「画面の明るさ」で「ダイナミック」「ノーマル」の選択が可能になった。
「画面設定」－「画面の明るさ」で手動調整の段階が5段階→21段階に。
バーコードリーダー、名刺リーダー、テキストリーダー、情報リーダー、瞬漢／瞬英ルーペが「読取カメラ」に統合された。
お知らせ／ステータスパネルに「microSD設定」が追加。
カメラ起動時に位置情報を付加するかどうか確認できるようになった。
カメラ切り替えに「魚眼カメラ」と「ミニチュアライズカメラ」を追加。
画像編集に「ショットメモ」を追加。
着信中に音量アップキーでクイックサイレントが設定可能になった。
電源ボタン長押しで「再起動」できるようになった。
伝言メモ設定にマナーモード連動を追加。
キーバックライトが光センサーと連動するようになった。